# Luca Ronconi
Luca Ronconi (Susa, Túnez, 8 de marzo de 1933 - Milán, Italia, 21 de febrero de 2015) fue un actor, director de teatro y de ópera italiano, considerado uno de los más influyentes directores de ópera del siglo XX.
Graduado en la Escuela de Arte Dramático de Roma en 1953, trabajó en producciones de Luigi Squarzina, Orazio Costa y Michelangelo Antonioni entre otros.
Dirigió su primera obra en 1963, consagrándose en 1969 con Orlando Furioso de Ariosto.
Entre 1975 y 1977 dirigió la sección teatral de la Bienal de Venecia y tres producciones laudatorias Ignorabimus de Holz (1986), Dialoghi delle carmelitane de Bernanos (1988) y Tres hermanas (Tre sorelle) de Chejov (1989).
De 1989 a 1994 dirigió el Teatro Estable de Turín y luego el Teatro de Roma y el célebre Piccolo Teatro de Milano.
Trabajó en el Burgtheater vienés, el Festival de Salzburgo, La Scala, Wiener Staatsoper y otros, y colaborado frecuentemente con Pier Luigi Pizzi.
Sus producciones incluyen las óperas Carmen (1970), Das Rheingold (1979), Nabucco (1977), Il Trovatore (1977), Norma (1978), Macbeth (1980), La Traviata (1982), Aida (1985), Orfeo (1985 y 1998), Fetonte (1988), Don Giovanni (1990 y 1999), The Makropulos Affair (1993), The Turn of the Screw (1995), Tosca  (1997), Il ritorno d'Ulisse in patria (1998), Lohengrin (1999), L'incoronazione di Poppea (2000) y Ariadne en Naxos (2000).

## Videografía básica
- Verdi: Ernani (Freni, Domingo, Bruson; Muti, 1982) [live]
- Verdi: Aïda (Chiara, Dimitrova, Pavarotti; Maazel, 1985) [live]
- Verdi: Macbeth (Zampieri, Bruson, Morris; Sinopoli, 1987) [live]
- Rossini: Guillaume Tell (Studer, Merritt, Zancanaro; Muti, 1988) [live]
- Puccini: Tosca (Guleghina, Licitra, Nucci; Muti, 2000) [live]
- Rossini: Moïse et pharaon (Frittoli, Ganassi, Filianoti, Schrott, Abdrazakov; Muti, 2003) [live]
- Puccini: Il trittico (Frittoli, Marrocu, Machaidze, Lipovšek, M.Dvorsky, Nucci; R.Chailly, 2008) [live]